# Philipp Jacob Sachs von Löwenheim
Philipp Jacob Sachs von Löwenheim (1627-1672) fou un metge alemany, actiu a la seva ciutat natal de Breslau, aleshores part d'Alemanya.
Va estudiar als Països Baixos, Strasburg, París i Montpeller i va obtenir el doctorat el 1651 a Pàdua. Després dels estudis, es va establir a Breslau. El 30 de desembre de 1658 va ser elegit membre de l' Acadèmia de les Ciències «Leopoldina» a Halle. A Breslau va ser un dels fundadors de la més antiga revista sobre medicina i ciències naturals del món: Miscellanea Curiosa Medico-physica Academiae Naturae Curiosorum sive Ephemeridum medico-physicarum germanicarum curiosarum. És conegut per la seva obra Ampelographia, sive de vitis vinifera ejusque partium consideratio. (Ampelografia, o consideració sobre la vinya i les seves parts)., un tractat sobre la viticultura, la vinya i les seves malalties.